# Leptosuctobelba lauta
Leptosuctobelba lauta är en kvalsterart som beskrevs av Chinone 2003. Leptosuctobelba lauta ingår i släktet Leptosuctobelba och familjen Suctobelbidae. Inga underarter finns listade i Catalogue of Life.